# Apple A8X
Apple A7 Apple A9 (iPad 5)
Apple A9X (iPad Pro)
L'Apple A8X est un processeur 64 bits SoC (système sur puce) basé sur une architecture 64 bits ARM conçu par Apple Inc. Il est apparu pour la première fois dans l'iPad Air 2, présenté le 16 octobre 2014. C'est une variante de l'A8 avec des performances plus élevées. Apple affirme que le processeur (CPU) est 40 % plus performant et que le processeur graphique (GPU) est 2,5 fois plus performant par rapport à son prédécesseur, l'Apple A7,.

## Produits équipés d'un Apple A8X
- iPad Air 2